# Howard Engel
Howard Engel (ur. 2 kwietnia 1931 w Toronto, zm. 16 lipca 2019) – kanadyjski dziennikarz i pisarz, autor głównie powieści kryminalnych.

## Życiorys
Urodził się w stolicy prowincji Ontario, wychowywał się w St. Catharines w tej samej prowincji. Przez wiele lat był niezależnym redaktorem radiowym i producentem programów sieci Canadian Broadcasting Corporation. Jego głównym dziełem literackim była seria o prywatnym detektywie Beniaminie Coopermanie, składająca się z piętnastu tomów.
Powieści The Suicide Murders i Murder Sees the Light zostały zekranizowane (odpowiednio w 1985 i 1986). W obu w głównej roli wystąpił Saul Rubinek.

## Przekład na język polski
- Samobójcze morderstwa, wyd. 1993 (tyt. oryg. The Suicide Murders)[3]